# .hr
.hr jest domeną internetową przypisaną dla stron internetowych z Chorwacji.
Została utworzona w marcu 1993 roku.